# Kužel
Kužel je trojrozměrný geometrický tvar ohraničený kuželovou plochou a rovinou, která protíná kuželovou plochu tak, že vytváří uzavřenou křivku.

Kuželový prostor, ohraničený uzavřenou křivkou

Část kuželové plochy, která tvoří povrch kužele, se označuje jako plášť kužele. Řez kuželového prostoru hraniční rovinou vrstvy se nazývá podstava kužele. Plášť kužele a podstava tvoří povrch kužele. Bod, ve kterém se rovinný řez kužele redukuje na bod, se označuje jako vrchol kužele. Kolmá vzdálenost mezi rovinou podstavy a vrcholem se nazývá výška kužele. Vzdálenost mezi vrcholem a podstavou podél pláště je strana kužele.
Je-li podstavou kužele kruh, pak se kužel nazývá kruhový. Jestliže kolmice spuštěná z vrcholu na rovinu podstavy prochází středem podstavy kruhového kužele, jde o rotační kužel nebo také kolmý kruhový kužel, v opačném případě jde o kosý kužel.

## Základní pojmy

Obecný kužel.

### Kuželový prostor a kuželová plocha
Definice: Je dána jednoduchá uzavřená křivka {\displaystyle k}, která leží v rovině {\displaystyle \rho } a bod V, který v dané rovině {\displaystyle \rho } neleží. Množina všech přímek, které procházejí daným bodem V a křivkou {\displaystyle k} tvoří kuželovou plochu, která ohraničuje kuželový prostor. Kuželový prostor zahrnuje kromě kuželové plochy i všechny přímky, které protínají rovinu {\displaystyle \rho } uvnitř křivky {\displaystyle k}.
Křivka {\displaystyle k} se nazývá řídicí křivkou kuželového prostoru nebo kuželové plochy. Bod V se nazývá vrchol kuželového prostoru nebo kuželové plochy. Přímky spojující řídicí křivku s vrcholem se nazývají povrchové přímky (površky).
Přímky kuželového prostoru, které nejsou povrchovými přímkami se nazývají vnitřní přímky kuželového prostoru a body na nich se nazývají vnitřní body kuželového prostoru, vrchol V nepatří mezi vnitřní body kuželového prostoru. 

### Kruhový kužel

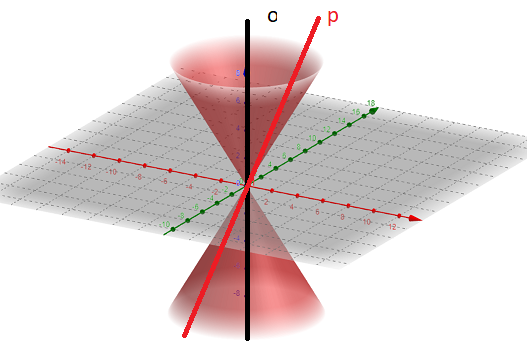
Rotační kuželová plocha

Je-li řídicí křivka kružnice, pak kruh omezený touto kružnicí {\displaystyle k} je podstavou kruhového kužele. Kruhový kužel je těleso tvořené částí kuželového prostoru mezi rovinou {\displaystyle \rho } a bodem V. Rovina {\displaystyle \rho } je rovina podstavy kužele. Kružnice {\displaystyle k} tvoří podstavnou hranu a bod V je vrchol kužele.

### Rotační kuželová plocha
Rotací přímky {\displaystyle p}, kolem přímky {\displaystyle o}, pro kterou platí {\displaystyle \longleftrightarrow p\nparallel \longleftrightarrow o} vznikne rotační kuželová plocha. 
Přímka {\displaystyle o} je osa kuželové plochy. Každé přímce {\displaystyle p}, ležící na kuželové ploše se říká povrchová přímka (površka) kuželové plochy.  
Jiná formulace: Rotační kuželová plocha je množina všech přímek {\displaystyle p} prostoru, které procházejí průsečíkem přímek {\displaystyle p} a dané přímky {\displaystyle o}, přičemž odchylka {\displaystyle \varphi } těchto přímek a přímky {\displaystyle o} je pro všechny přímky {\displaystyle p} stejná {\displaystyle (0^{\circ }<\varphi <90^{\circ })}.
Přímka a rovina, procházející vrcholem kuželové plochy se nazývá vrcholová přímka a vrcholová rovina. Každé povrchové přímky kuželové plochy se dotýká právě jedna tečná rovina.

## Rotační kužel

Rotace pravoúhlého trojúhelníku kolem odvěsny

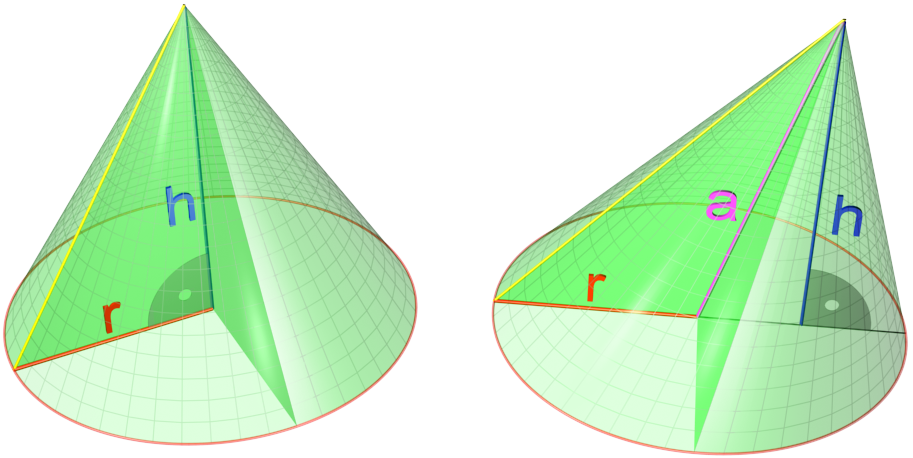
Rotační kužel (vlevo) a kosý kruhový kužel (vpravo).

Rotační kužel je těleso vzniklé rotací pravoúhlého trojúhelníku kolem přímky {\displaystyle o}, na které leží jedna jeho odvěsna nebo rotací rovnoramenného trojúhelníku kolem jeho výšky na základnu.
- Přímka {\displaystyle o} je osa kužele,
- bod přepony, který leží na ose se nazývá vrchol kužele,
- podstavu kužele tvoří kruh, který je vytvořen rotací odvěsny kolmé k ose {\displaystyle o} ,
- poloměr (průměr) rotačního kužele je poloměr (průměr) podstavy,
- výška rotačního kužele je (kolmá) vzdálenost vrcholu kužele od roviny podstavy, je rovna délce odvěsny, která leží na ose {\displaystyle o}.

### Výpočty

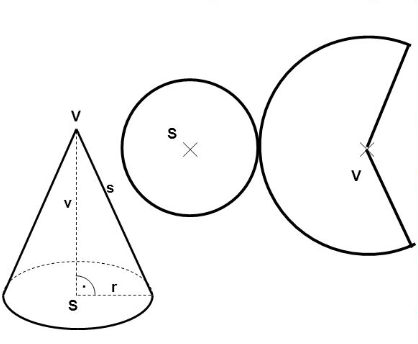
Značení kužele – síť kužele

Značení kužele
| {\displaystyle r}      | poloměr podstavy                            |
| {\displaystyle h}      | výška kužele (také někdy {\displaystyle v}) |
| {\displaystyle s}      | délka strany (površky) kužele               |
| {\displaystyle S_{p}}  | obsah podstavy kužele                       |
| {\displaystyle S_{pl}} | obsah pláště kužele                         |
| {\displaystyle S}      | povrch rotačního kužele                     |
| {\displaystyle V}      | objem rotačního kužele                      |

#### Objem rotačního kužele

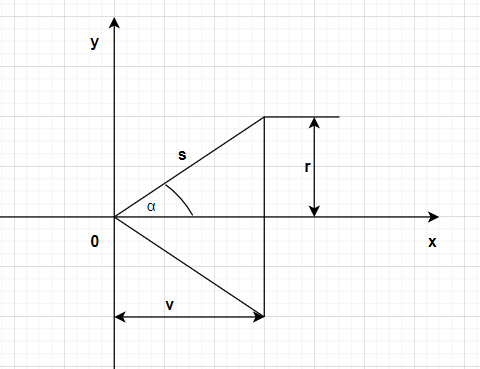
Zobrazení kužele v kartézské soustavě souřadnic

Odvození výpočtu: podstava rotačního kužele je kruh se středem {\displaystyle S} a poloměrem {\displaystyle r}. Výška rotačního kužele {\displaystyle v} je kolmá na rovinu podstavy a platí {\displaystyle v=|SV|}. 
V kartézské soustavě souřadnic ({\displaystyle 0,x,y}) lze určit rovnici přímky {\displaystyle p},na které leží površka {\displaystyle s} a jejíž rotací kolem osy {\displaystyle x} vznikl rotační kužel. Přímka {\displaystyle p} prochází počátkem {\displaystyle [}{\displaystyle 0,0]}. Její rovnici lze tedy zapsat ve tvaru {\displaystyle y=k.x} , kde {\displaystyle k} je směrnice přímky, pro kterou platí {\displaystyle k=tg\ \alpha }.  Přímka {\displaystyle p} prochází bodem {\displaystyle [}{\displaystyle v,r]}, tedy platí {\displaystyle k={\tfrac {r}{v}}}. 
Rovnici přímky lze tedy zapsat {\displaystyle y={\frac {r}{v}}.x}
Je třeba vzít v úvahu, že kolem osy {\displaystyle x} rotuje pouze část přímky {\displaystyle p}, tj. úsečka, jejímž kolmým průmětem do osy {\displaystyle x} je interval {\displaystyle \langle 0,v\rangle }. Potom lze spočítat objem rotačního kužele:
{\displaystyle V=\pi \int _{0}^{v}{\frac {r^{2}}{v^{2}}}.x^{2}dx=\pi \left[{\frac {r^{2}}{v^{2}}}.{\frac {x^{3}}{3}}\right]_{0}^{v}=\pi {\frac {r^{2}}{v^{2}}}{\frac {v^{3}}{3}}={\frac {\pi r^{2}v}{3}}}
- {\displaystyle V={\frac {\pi r^{2}v}{3}}=} {\displaystyle {\frac {1}{3}}\cdot S_{p}\cdot v}

#### Povrch rotačního kužele
Povrch rotačního kužele vznikne součtem obsahu podstavy ({\displaystyle S_{p}=\pi .r^{2}}) a obsahu pláště {\displaystyle S_{pl}} . Obsah podstavy je obsah kruhu. Odvodit stačí vzorec pro výpočet obsahu pláště, tedy  {\displaystyle S_{pl}=\pi rs}.
Postup:
První derivace rovnice přímky {\displaystyle p}: {\displaystyle y'={\frac {r}{v}}}
S využitím Pythagorovy věty {\displaystyle s^{2}=v^{2}+r^{2}} lze spočítat {\displaystyle {\sqrt {1+y'^{2}}}={\sqrt {1+{\frac {r^{2}}{v^{2}}}}}={\sqrt {\frac {v^{2}+r^{2}}{v^{2}}}}={\sqrt {\frac {s^{2}}{v^{2}}}}={\frac {s}{v}}} a dále
{\displaystyle S=2\pi \int _{0}^{v}{\frac {r}{v}}.x.{\frac {s}{v}}dx=2\pi \left[{\frac {r}{v}}.{\frac {x^{2}}{2}}.{\frac {s}{v}}\right]_{0}^{v}=2\pi .{\frac {r}{v}}.{\frac {v^{2}}{2}}.{\frac {s}{v}}=\pi rs}
- {\displaystyle S=S_{p}+S_{pl}=\pi r(r+s)\,\!} {\displaystyle =\pi r^{2}\,\!}{\displaystyle +\pi rs\,\!}

### Vlastnosti rotačního kužele
- Není středově souměrný.
- Je osově souměrný podle spojnice vrcholu kužele se středem podstavy.
- Je rovinově souměrný podle nekonečně mnoha rovin - rovinou souměrnosti je každá rovina, která v sobě obsahuje jeho osu (tj. vrchol a střed podstavy).

- V jistém smyslu je kužel „limitním případem“ posloupnosti pravidelných n-bokých jehlanů pro n jdoucí do nekonečna. Lze porovnat vzorce pro výpočet objemu jehlanu a objemu kužele.

## Kuželosečky
Z geometrického pohledu jsou zajímavé řezy rotační kuželové plochy, tj. průniky této plochy s nějakou rovinou.
Singulární řezy kužele – rovina řezu prochází vrcholem kužele (= vrcholová rovina), mohou nastat tři případy:
- průnikem je bod (vrchol kužele), pokud je úhel, který rovina řezu svírá s osou kužele, větší než úhel, který svírají přímky kuželové plochy s její osou
- průnikem je přímka ležící na kuželové ploše, pokud je úhel, který rovina řezu svírá s osou kužele, rovný úhlu, který svírají přímky kuželové plochy s její osou
- průnikem jsou dvě přímky, které se protínají ve vrcholu kužele, pokud je úhel, který rovina řezu svírá s osou kužele, menší než úhel, který svírají přímky kuželové plochy s její osou (nebo v případě, kdy je rovina řezu rovnoběžná s osou kužele)

Regulární řezy kužele – pokud rovina řezu neprochází vrcholem kužele, mohou nastat čtyři případy:
- průnikem je kružnice, pokud je rovina řezu kolmá na osu kužele (obr. B dole)
- průnikem je elipsa, pokud je úhel, který rovina řezu svírá s osou kužele, větší než úhel, který svírají přímky kuželové plochy s její osou, ale rovina řezu není kolmá na osu kužele (obr. B nahoře)
- průnikem je parabola, pokud je úhel, který rovina řezu svírá s osou kužele, rovný úhlu, který svírají přímky kuželové plochy s její osou (obr. A)
- průnikem je hyperbola, pokud je úhel, který rovina řezu svírá s osou kužele, menší než úhel, který svírají přímky kuželové plochy s její osou (nebo v případě, kdy je rovina řezu rovnoběžná s osou kužele) (obr. C)

## Rovnice
Kuželová plocha (kvadratický kužel) s vrcholem v počátku, která v rovině {\displaystyle z=c} prochází elipsou {\displaystyle {\frac {x^{2}}{a^{2}}}+{\frac {y^{2}}{b^{2}}}=1} (tzv. řídicí křivka) je popsána rovnicí
{\displaystyle {\frac {x^{2}}{a^{2}}}+{\frac {y^{2}}{b^{2}}}-{\frac {z^{2}}{c^{2}}}=0}
Přímky, které tvoří povrch kužele, se nazývají tvořící přímky.
Tato plocha je asymptotickou plochou (asymptotickým kuželem) hyperboloidů
{\displaystyle {\frac {x^{2}}{a^{2}}}+{\frac {y^{2}}{b^{2}}}-{\frac {z^{2}}{c^{2}}}=\pm 1}
Pro {\displaystyle a=b} jde o rotační kužel s osou rotace {\displaystyle z}.
Kuželovou plochu s vrcholem v bodě {\displaystyle [x_{0},y_{0},z_{0}]} je vždy možné vyjádřit rovnicí
{\displaystyle F\left({\frac {x-x_{0}}{z-z_{0}}},{\frac {y-y_{0}}{z-z_{0}}}\right)=0}